# Будинок народного дому (Запоріжжя)
Будинок народного дому – пам’ятка архітектури і містобудування місцевого значення (охоронний номер 18 від 10.02.1971). Розташований за адресою: м. Запоріжжя, вул. Поштова, 71.

## Історія
Будинок був зведений впродовж 1901-1902 років за рахунок коштів міської Думи, що були надані Комітету піклування про народну тверезість для побудови народної аудиторії.
У глядацькій залі закладу проходили вистави, слухання лекцій; з серпня 1901 року транслювалися кінофільми.
У червні 1917 року постановою міської Думи у будинку Народного дому товариству "Просвіта" у безкоштовне користування було виділено окреме приміщення. 
У 1920 році в будинку були розташовані музей та архів міста, якими керував краєзнавець Яків Новицький.
З 1927 року розпочав діяльність клуб, якому було присвоєно ім’я В. Леніна. В клубі у 1928 році відбувся виступ радянського поета Володимира Маяковського.
З часом в будівлі запрацював кінотеатр, який діяв до 1990 року.
Потому будинок використовувався як складське приміщення та на даний час знаходиться у занедбаному стані.

## Архітектура та планування
Будинок був зведений як одноповерхова споруда з підвалом та цоколем, двосхилими та вальмовими дахами, вкритими покрівельним залізом. 
Центральний вхід до будинку знаходиться у центральному ризаліті; входами також обладнані бічні фасади. 
Композиційним центром внутрішньої планувальної схеми є глядацька зала на 440 місць. Серед інших внутрішніх приміщень – вестибюль та фойє.
Цоколь тильної сторони будівлі фактично є окремим поверхом, а його приміщення слугують господарчими складами та мають окремі входи.
Центральна арка підкреслена порталом, що складається з двох бічних лопаток над якими знаходиться трикутний фронтон. Розташовані обабіч від нього бічні ділянки завершуються антаблементом з фризом та профільованим карнизом. 
Центральний вхід  обладнаний високим кам’яним ґанком із широкими сходами.
На фасаді будинку у 1966 та 1987 роках були встановлені мармурова та гранітна меморіальні дошки.